# La La (Ashlee Simpson)
La La è un singolo della cantante statunitense Ashlee Simpson, pubblicato nel 2004 ed estratto dall'album Autobiography.
Il brano è stato scritto da Ashlee Simpson, Kara DioGuardi e John Shanks.

## Tracce
- Maxi CD (UK)

1. La La [Album Version] - 3:42
2. La La [Sharp Boys Vocal Mix Edit] - 4:31
3. La La [Sharp Boys Vocal Mix] - 7:19
4. La La [Sharp Boys Club Dub] - 6:33